# Teleférico de Kuélap
El Teleférico de Kuélap es un sistema de telecabinas que se ubica cerca del poblado de Nuevo Tingo, a unos 38 km de la ciudad de Chachapoyas en la región Amazonas, ubicada en el norte del Perú. Fue inaugurada el 2 de marzo de 2017 y transportó un aproximado de dos mil turistas en sus primeros cinco días.
Actualmente, el Teleférico de Kuélap es el primer sistema de teleférico que opera en el Perú, que conecta la Fortaleza de Kuélap (centro arqueológico preinca de la cultura Chachapoyas) con el pueblo de Nuevo Tingo en la ceja de selva. Cruza a 60 m sobre el río Tingo y cubre una distancia total de 4 kilómetros, que serán recorridos en aproximadamente 20 minutos y con una capacidad de 8 pasajeros por telecabina.
Para su construcción, se contó una inversión aproximada de US$ 21 millones. La concesión de este proyecto se adjudicó el 30 de mayo de 2014 al consorcio Consorcio Telecabinas Kuélap (ICCGSA y Pomagalski) y el 15 de octubre de 2014 se inició la concesión por un periodo de 20 años. La obra se inició el 13 de agosto de 2015.

## Estaciones
- Estación de embarque: Ubicado en Nuevo Tingo.
- Andén de salida
- Andén de llegada

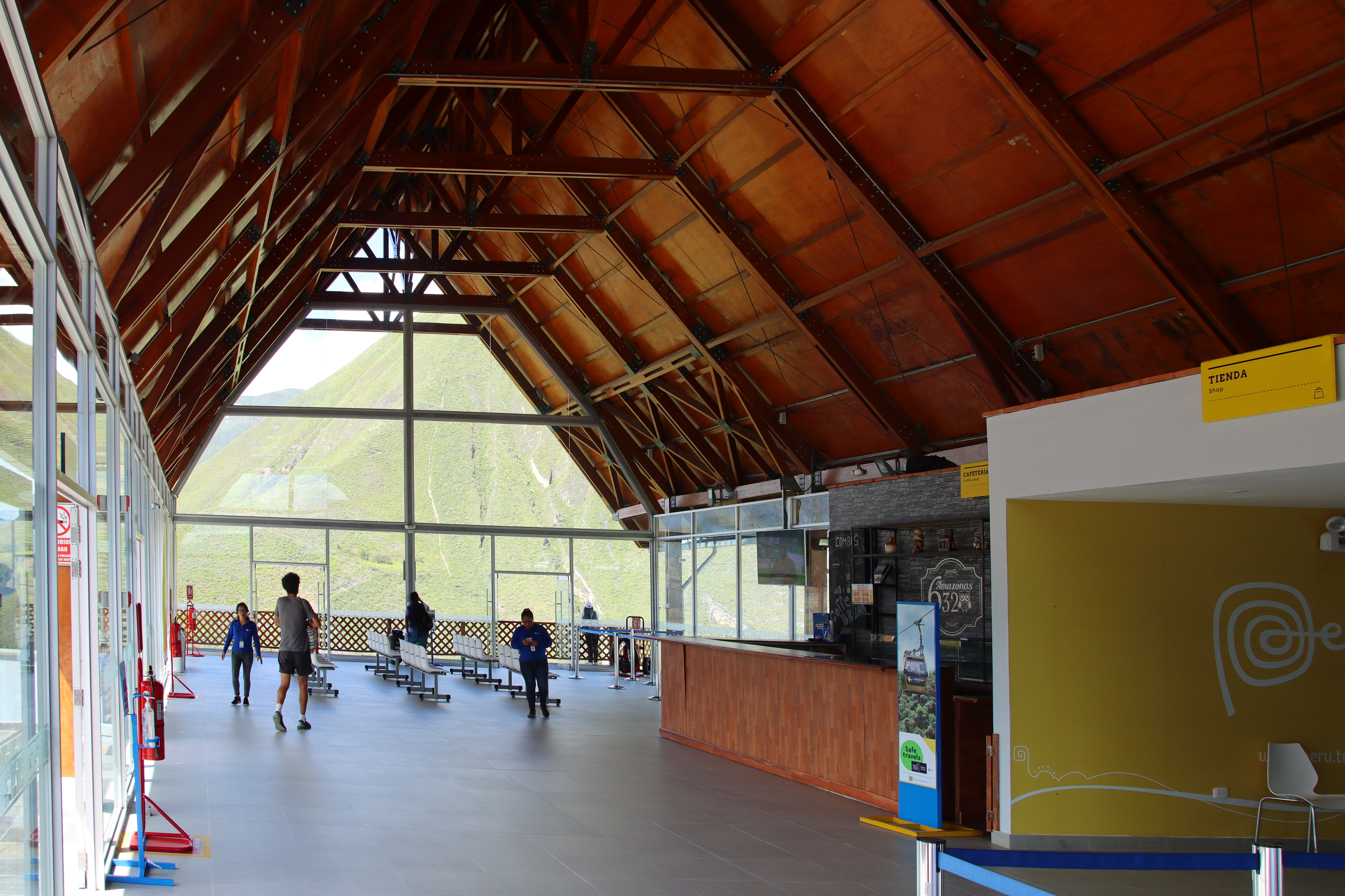
Estación de embarque ubicado en Nuevo Tingo
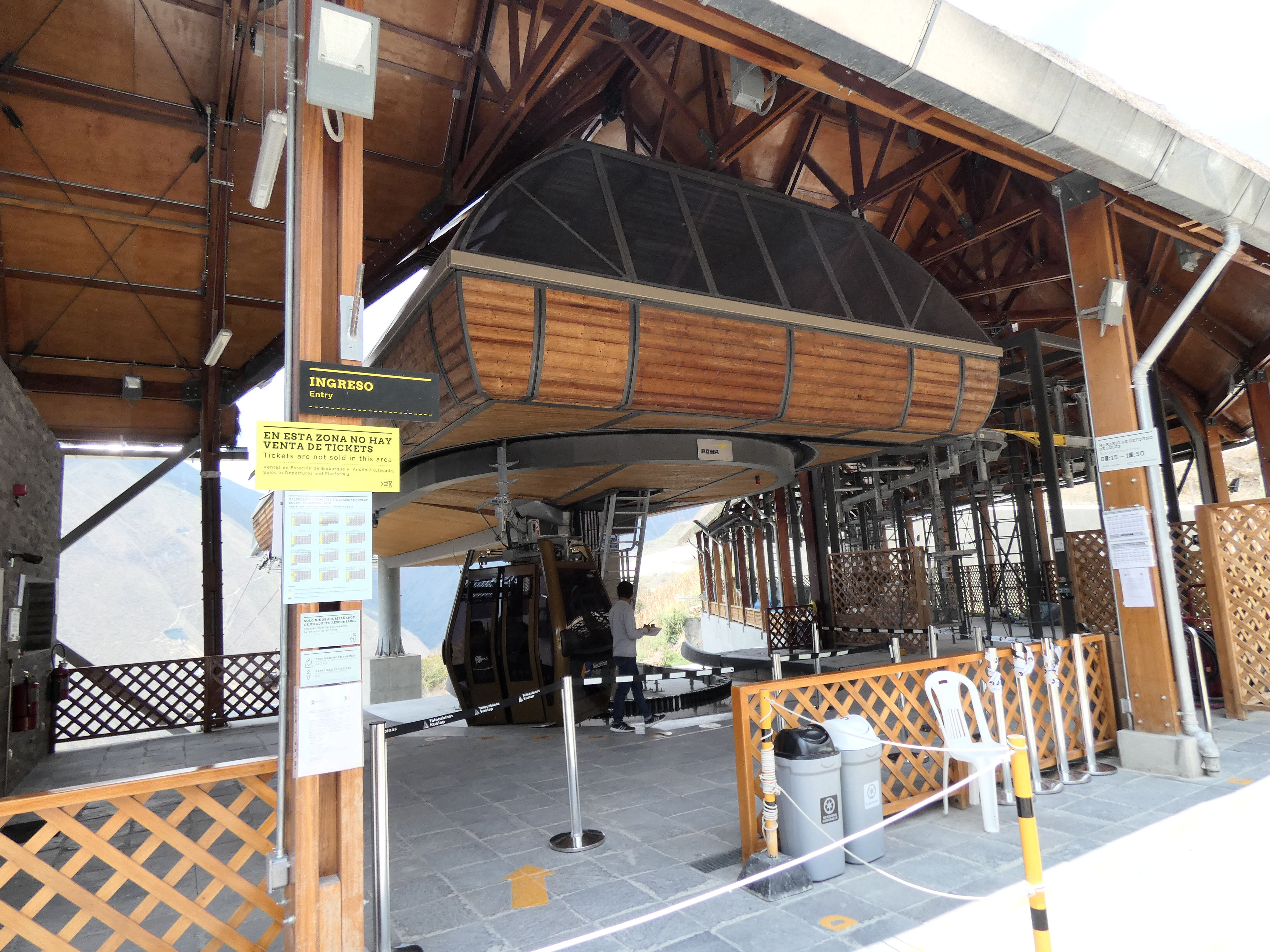
Estación de salida
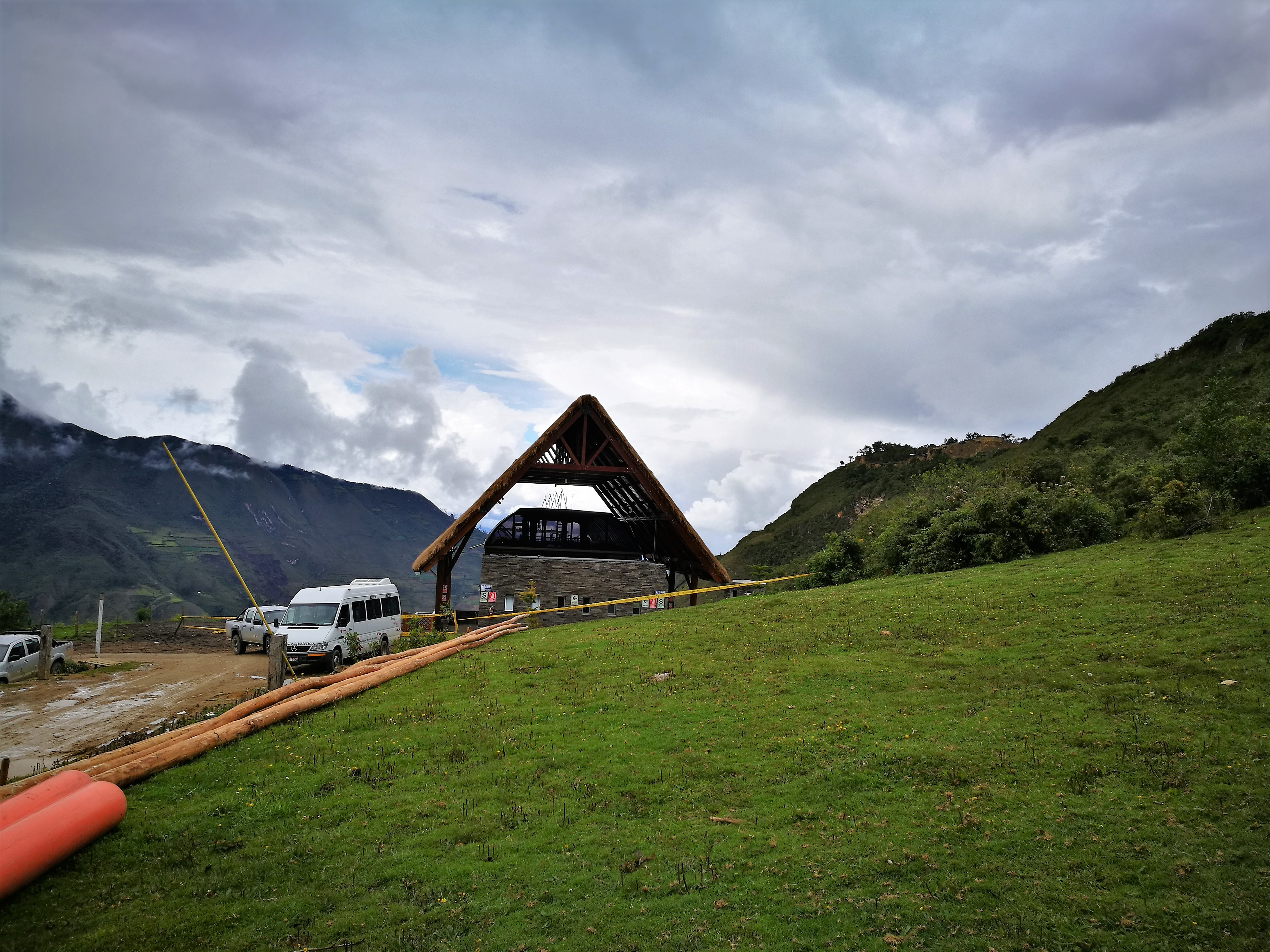
Estación de llegada